# Robert Fico
Robert Fico (Topoľčany, 15 september 1964) is een Slowaaks politicus en leider van de linkse partij SMER - sociálna demokracia. Sinds oktober 2023 is hij de premier van Slowakije, een functie die hij al tweemaal eerder bekleedde (2006–2010 en 2012–2018). 

## Biografie
Fico studeerde aan de juridische faculteit van de Comenius Universiteit in Bratislava en trad daarna in dienst bij het Instituut voor Staat en Recht van de Slowaakse Akademie der Wetenschappen. In 1987 werd hij lid van de communistische partij van Tsjechoslowakije en kreeg daardoor toestemming om naar de Verenigde Staten te reizen. Van 1989 tot 1991 studeerde hij in de VS waarna hij terugkeerde naar Slowakije.
In 1999 richtte hij Smer - tretia cesta (Richting - derde weg) op en werd partijleider. Na een misluke poging om de partij vorm te geven als een Derde Weg-partij besloot hij de partij om te vormen richting een sociaaldemocratische partij: SMER - sociálna demokracia (Richting - sociaaldemocratie). Enkele rechtse partijen in Slowakije verweten hem vervolgens populisme omdat hij in hun ogen kritiek leverde op markt- en sociale hervormingen zonder een alternatief te bieden.
Bij de parlementsverkiezingen van 2002 behaalde SMER 13,46% van de stemmen en werd daarmee de derde partij van het land. Vier jaar later, bij de parlementsverkiezingen van 17 juni 2006, boekte de partij met 30% een grote overwinning. Fico mocht Mikuláš Dzurinda opvolgen als premier van Slowakije.

### Premierschap

#### Eerste ambtstermijn
Fico sloot een coalitie met de Slowaakse Nationale Partij van Jan Slota en de Volkspartij-Beweging voor een Democratisch Slowakije van de vroegere autocratische premier Vladimir Meciar, die respectievelijk drie en twee ministersposten kregen.
Slowakije trad onder Fico's leiderschap, op 1 januari 2009, toe tot de Eurozone. Tegelijkertijd uitte Fico verschillende malen stevige kritiek op de Europese Unie en haalde hij de banden met landen als Servië en Rusland stevig aan. In kwesties als de Russisch-Georgische Oorlog in 2008, en later de annexatie van de Krim, koos Fico prominent de kant van Rusland. Ook erkent Fico de onafhankelijkheid van Kosovo niet. Deze standpunten zijn volgens Fico gebaseerd op 'Slavische solidariteit'.
In juni 2009 nam het parlement een door Fico ingediende taalwet aan, die op 1 september in werking trad. Overheidsorganen werd opgedragen om actief de Slowaakse taal te beschermen. Aan de Hongaarse minderheid werden tegelijkertijd allerlei beperkingen opgelegd. De spanningen tussen etnisch Hongaren en de Slowaakse meerderheid liepen daarmee hoog op. Op politiek niveau ontstond een grote rel toen de Hongaarse president László Sólyom in augustus 2009 geen toestemming kreeg naar Slowakije te reizen. Hij was onderweg naar Komárno om een standbeeld te onthullen van de eerste Hongaarse koning Stefanus I de Heilige, maar werd tegengehouden aan de grens. Premier Fico noemde het voorgenomen bezoek van Sólyom 'een provocatie'. Op de Slowaakse ambassade in de Hongaarse hoofdstad Boedapest werd op 26 augustus 2009 een aanslag gepleegd, waarbij geen gewonden vielen.
In 2010 won zittend premier Fico de parlementsverkiezingen. SMER boekte twaalf zetels winst, maar door de dermate grote terugval van de regeringspartners slaagde Fico er vervolgens niet in een nieuwe coalitie te vormen. Fico trad af op 8 juli 2010 en werd oppositieleider.

#### Tweede ambtstermijn
Fico's opvolger als premier werd de liberaal-conservatieve christendemocraat Iveta Radičová, de eerste vrouw in die functie. Twee jaar later zorgde de val van haar kabinet opnieuw voor parlementsverkiezingen. Hierbij kreeg SMER nog eens 21 zetels erbij, en verwierf met een totaal van 83 zetels een absolute meerderheid in het Slowaakse parlement. Het bezorgde Fico wederom de macht. Bij het formeren van een nieuwe regering probeerde hij aanvankelijk andere partijen, zoals de christendemocratische partijen SDKÚ-DS en KDH, bij het proces te betrekken. Uiteindelijk formeerde hij echter toch een kabinet uitsluitend bestaande uit zijn eigen SMER-partij. Fico startte zijn tweede periode als premier op 4 april 2012.
Bij de presidentsverkiezingen van maart 2014 deed premier Fico een gooi naar het presidentschap van Slowakije. Volgens de peilingen had hij een grote kans om te winnen, terwijl er bij de SMER-partij grote twijfels waren over wie in dat geval het premierschap zou moeten overnemen. Fico won de eerste ronde comfortabel met 28% van de stemmen, tegenover 24% voor de nummer 2, de onafhankelijke Andrej Kiska. In de tweede ronde voerden Fico en Kiska enkele hevige debatten. Kiska kreeg de steun van alle eerder uitgeschakelde kandidaten en wist Fico te verslaan met 59% van de stemmen.
In maart 2016 werd SMER bij de Slowaakse parlementsverkiezingen opnieuw de grootste partij en Fico als premier herkozen.

#### Aftreden
Eind februari 2018 werd de Slowaakse journalist Ján Kuciak samen met zijn vriendin vermoord. Kuciak deed onderzoek naar banden tussen adviseurs van Fico en de Italiaanse maffia. De kritiek op Fico en zijn passieve beleid ten aanzien van corruptie leidden er na de moord toe dat de premier aftrad. Zijn partijgenoot en vicepremier Peter Pellegrini werd naar voren geschoven als zijn opvolger. Fico nam opnieuw zitting in het Slowaakse parlement en bleef tevens partijleider van SMER.
Tijdens de parlementsverkiezingen van 2020 fungeerde premier Pellegrini namens SMER als lijsttrekker. De partij verloor echter fors en werd na acht jaar regeren weer in de oppositie gedwongen. Kort hierna verliet Pellegrini de partij om een eigen partij op te richten: HLAS – sociálna demokracia.

#### Derde ambtstermijn
In september 2023 vonden in Slowakije vervroegde parlementsverkiezingen plaats, waarbij Fico erin slaagde zijn partij opnieuw de grootste van het land te maken. SMER veroverde zo'n 23% van de stemmen en 42 zetels. De verkiezingen kregen ook buiten Slowakije veel aandacht vanwege Fico's pro-Russische standpunten rond de Russische invasie van Oekraïne. Zijn voornemen om de Slowaakse militaire hulp aan buurland Oekraïne stop te zetten zorgde voor onrust binnen de Europese Unie en de NAVO. Fico smeedde een regeringscoalitie met de partijen HLAS van Peter Pellegrini en de radicaal-rechtse Slowaakse Nationale Partij. Op 25 oktober 2023 trad hij voor de derde keer aan als premier van Slowakije.  

#### Aanslag
Op 15 mei 2024 raakte Fico levensgevaarlijk gewond bij een schietpartij in Handlová, 150 km van de hoofdstad Bratislava. Na de schietpartij werd één 71-jarige verdachte onmiddellijk gearresteerd.